# Jan Czochralski
Jan Czochralski (23. říjen 1885, Kcynia - 22. duben 1953, Poznaň) byl polský chemik, který objevil Czochralského proces, jenž slouží k pěstování monokrystalů a je využíván v produkci polovodičových waferů.

## Životopis
Narodil se v Kcynii. Kolem roku 1900 se přestěhoval do Berlína, kde pracoval v lékárně. Vystudoval Charlottenburg Polytechnic v Berlíně, kde se specializoval na metalurgickou chemii. V roce 1907 začal pracovat jako inženýr pro Allgemeine Elektrizitäts Gesellschaft (AEG).
V roce 1916 objevil Czochralského metodu, když náhodou ponořil pero do kelímku s roztaveným cínem namísto do kalamáře. Hned nato vytáhl pero a viděl, že tenké vlákno ztuhlého kovu se kývá z hrotu pera. Hrot nahradil kapilárou a ověřil, že krystalický kov byl monokrystalický. Czochralského experiment vytvářel monokrystaly, které měly milimetr v průměru a byly 150 centimetrů dlouhé. Czochralski publikoval článek o objevu roku 1918 v Zeitschrift für Physikalische Chemie pod názvem Ein neues Verfahren zur Messung des Kristallisationsgeschwindigkeit der Metalle (Nová metoda pro měření a klasifikování krystalických kovů). Po publikování se metoda začala používat pro krystalické kovy jako cín, zinek a olovo. V roce 1950 Američané G. K. Teal a J. B. Little z Bellových laboratoří použili tuto metodu pro růst germániových monokrystalů, čímž započala produkce polovodičů.
V roce 1917 Czochralski zorganizoval výzkumnou laboratoř Metallbank und Metallurgische Gesellschaft, kterou řídil do roku 1928. V roce 1919 byl jedním ze zakladatelů Německé společnosti pro metalurgickou vědu (Deutsche Gesellschaft für Metallkunde), jejímž prezidentem byl do roku 1925. V roce 1928 se na žádost polského prezidenta Ignacy Moścického vrátil do Polska a stal se profesorem metalurgického výzkumu v Chemickém ústavu Varšavské vysoké školy technologické.
Během druhé světové války byl jedním z předních vynálezců a konstruktérů ručního granátu známého pod jménem Sidolówka. Vyvinul ho pro Armiju Krajowu. Po válce byl zbaven postu profesora kvůli obvinění z kolaborace s Němci během okupace. Byl však očištěn polským soudem. Vrátil se do svého rodného města Kcynia, kde si otevřel malý obchůdek. Zemřel v roce 1953.